# 何方
何方（1922年10月18日—2017年10月3日），陕西临潼人，中华人民共和国国际关系学者，中共党史专家。

## 生平
1922年10月18日，何方生于陕西临潼一个农民家庭，父母都是文盲。何方自幼随大人干农活。一次，父亲到集上买牛，人家却开了个马票，所以要多纳税。父亲因为不识字，回家后才发现上当，乃决定让何方去上学识字。1931年，9岁的何方进入私塾读书。两年后，为了躲避农村匪患，进入县城里的公立小学。在因故辍学两年的情况下，仍于1937年考上西安二中念初中，校长是江隆基。
1938年，何方赴延安，进入抗日军政大学第五期学习。1939年毕业后，任抗日军政大学三分校政治助教。1939年加入中国共产党。1941年调入俄文学校学习俄文4年（实际上大部分时间是在参加生产劳动和整风抢救运动）。1945年，毕业于延安外国语学校俄文系。抗日战争胜利后，奉派随“东北干部队”赴中国东北，1945年9月2日离开延安，经约两个月步行抵达沈阳。途中曾在承德工作。因为偶遇张闻天、刘英夫妇，随即跟他们一起到北满，在哈尔滨工作。中共中央北满分局分配何方到黑龙江省双城县从事地方工作，历任双城学院主任，中共双城县委委员兼区委书记。1947年7月，作为中共中央东北局派出的土改工作团成员，随团到东丰县进行土改。土改结束后，工作团约在1948年初抵达瓦房店，向中共辽南省委报到。工作团解散后，中共辽南省委在辽阳县西部成立路西工委，任命何方为工委书记。1948年11月初，随着辽沈战役结束，中共辽阳县委搬进辽阳县城，何方任中共辽阳县委宣传部部长。1949年5月任辽南省青年代表团团长，赴北平出席全国青年代表大会，开完会回去时，辽南省已撤销，乃被分配到辽东省任中共辽东省委青年工作委员会副书记。时任中共辽东省委书记的张闻天见何方“文笔不错”，乃将何方调至身边。自此，何方跟随张闻天工作、学习。
1950年，何方随张闻天调到中央人民政府外交部（1954年改为中华人民共和国外交部）的中国驻联合国代表团，在北京待命。1951年随张闻天到中国驻苏联大使馆，任驻苏联大使馆研究室主任四年。其间写出十余篇调研报告。1954年，被临时调去参加日内瓦会议代表团，参加起草发言稿等文字工作。1955年调回外交部，历任外交部政策研究室专员、外交部办公厅副主任，协助张闻天主管部属各单位及驻外使馆的调研工作，并为外交部起草文件，平时专门研究国际问题及对外关系，在此基础上撰写调研报告和工作建议，还主办多种发给部内单位及驻外使领馆的通报和内参。1950年起，何方开始从事国际关系研究，写过大量内部研究报告，如1951年5月在张闻天指导下写出《关于朝鲜停战和谈问题》，1954年日内瓦会议期间写出西方在中南半岛谋求分界而治的报告《评英国的所谓亚洲洛迦诺计划》，均获得周恩來的赞扬。1956年参与中共八大政治报告部分起草工作。
1953年斯大林死后，新的苏共中央领导掀起反对个人迷信宣传，驻苏联大使馆研究室写出有关报告约十来篇，在中国反响很大。毛泽东、刘少奇分别向全国批发了多篇，中共中央宣传部的《宣教动态》摘要转载了十多篇。“个人迷信”这个译法符合俄文原意，但当时何方与延安俄文学校同学、使馆同事李则望等人商量，为了照顾斯大林，决定译成“个人崇拜”。后来刘少奇曾提出应当译为“个人迷信”，而毛泽东则坚持“个人崇拜”的译法，并提出个人崇拜有好坏之分。何方后来认为，“个人崇拜”这一译法不好，为毛泽东支持搞个人迷信打了掩护。
1959年，张闻天在庐山会议上遭到批判，被打成“彭、张、黄、周”反党集团骨干成员，会后张闻天于1959年8月20日回到北京，当晚何方到景山后街甲1号张闻天家中看望张闻天，这是何方与张闻天最后一次谈话。次日，外交部通知开会批判张闻天。几天后开始，每天在中南海召开外事会议，开始了外交部的反对右倾机会主义的斗争，集中攻击张闻天的“里通外国”问题，外事会议开到最后，只剩下张闻天、刘英夫妇、何方等几个和张闻天有干系的干部以及专门安排的一小批积极分子。在强大的政治压力下，何方被迫同张闻天划清界限并揭发张闻天。
1959年内，何方被打成外交部“张闻天反党宗派”主要成员和右倾机会主义分子，受到撤职、降级和留党察看一年的处分，并被下放农村劳动改造。1959年底，被下放到安徽省。安徽省在三年困难时期是饥荒重灾区，何方饥饿而得浮肿病。1960年底，回北京住院治疗浮肿病，病情稍轻后被任命为外交部办公厅综合组组长，协助领导管理文件起草及部内外（驻外使领馆）的调研工作。1963年，外交部党委不让何方继续在外交部内工作，决定调他去国际关系研究所。何方则提出调离外交部到地方工作的意见。不久，外交部党委要何方先去参加农村“四清”，加入在河北省昌黎县的外交部“四清”工作团。何方参加了两期“四清”，用时一年多，外交部党委也为何方联系好了地方工作单位，任设在昌黎县的河北省果树研究所党委书记兼所长。但何方还未上任，外交部又将他从河北省要回，因为外交部主管的《世界知识》副总编辑吴景崧病情严重，临时找何方顶替。何方重回外交部后，还未及报到，文化大革命已爆发。外交部让何方不要着急上班，先回外交部办公厅参加运动。从此，何方脱产参加文化大革命，前后十多年。 
文化大革命初期，外交部领导即将何方交由群众专政，接受批斗和从事体力劳动。在北京挨整三年后，于1969年3月下放外交部江西“五七”干校长期劳动改造，自此挨整和劳动九年多。在这九年中，前两年劳动紧张，管制严格。1971年九一三事件后，对何方的专政逐渐放松。何方趁机重读《资本论》等马列原著，写下学习马克思关于商品经济论述的长篇笔记，并研究了一些国际问题。日本在二战后经济迅速发展，何方根据《参考消息》的资料写出一篇数万字文章，此文曾送给宦乡等研究国际问题的领导参考。 
文化大革命结束后，1978年春，何方从干校回到北京探亲，得知张闻天夫人刘英已回北京，乃写了封信试探，在信中作了检讨。刘英很快回信，欢迎何方去看她，并说不用检讨。何方随后同刘英见面。1979年5月，曾彦修、徐达深、何方接到通知，要为中央领导同志起草在张闻天追悼会上宣读的悼词。他们三人起草的悼词很简单，一些重要评语和史实如说张闻天“是我党在一个相当长时期的重要领导人”，“在遵义会议上拥戴毛泽东同志对全党和全军的领导，根据毛泽东同志的意见，作了批判‘左’倾军事路线的报告，起草了会议的决议，并在这次会议上被选为党中央总书记”等，均为送审后由胡乔木修改时加上，并获得胡耀邦、邓小平、李先念、陈云等中央领导审阅。1979年8月25日，中央为张闻天举行追悼会。由陈云主持，邓小平代表中央致悼词，这标志着中央对张闻天的平反。
1978年起，何方要求平反。经过近一年斗争，外交部党组在1979年2月28日给何方做的《审改决定》中承认，1959年以来对何方的定性和处分都“是不对的，应予纠正平反”。这时，何方要求离开外交部，结果调到了中国社会科学院。1981年，中国社会科学院日本研究所成立，何方担任首任所长。1980年参与起草调整一条线外交战略的建议。1988年撰写了关于淡化战略大三角的报告。1989年至1995年，任中国国际问题研究中心副总干事。后担任中国社会科学院日本研究所研究员。1999年离休。1984年获聘为北京大学兼职教授，后又受聘于南开大学。1993年被俄罗斯科学院远东研究所授予名誉博士学位。他还曾任中苏、中俄友协副会长10年，并曾任中国国际战略学会高级顾问等社会职务。他是第七、八届全国政协委员。他是中国社会科学院荣誉学部委员、副部级离休干部。
晚年，何方致力于中共党史研究，写出多部专著和许多论文。对遵义会议和延安整风等问题剖析并提出独到见解。他还担任《炎黄春秋》编委。2010年10月18日，“日本研究学科综述中期报告会暨何方老所长米寿庆祝会”在中国社会科学院日本研究所召开。2016年5月，中央纪委驻中国社会科学院纪检组通报批评何方长期以来主张民主社会主义、仇视毛泽东、搞历史虚无主义。何方随即去函自辩。
2017年10月3日，何方在北京病逝，享年95岁。2017年10月8日，在协和医院外科楼告别室举行遗体告别仪式。

## 著作
- 《论和平与发展时代》
- 《何方集》
- 《党史笔记——从遵义会议到延安整风》
- 《何方谈史忆人：纪念张闻天及其他师友》
- 《争议下的国际问题观察》
- 《从延安一路走来的反思：何方自述》
- 《从延安一路走来（何方自述）》

## 家庭
- 第一任妻子：于颖，舞蹈家。1949年结婚。1950年离婚。与何方未生育。
- 第二任妻子：宋以敏。1953年结婚。与何方育有两个孩子[10]。